# Kryssmärken
Ett kryssmärke sätts upp där väg korsar järnvägsspår i plankorsning, undantaget spårväg. Kryssmärket varnar trafiken för att vägen korsar trafik som inte har möjlighet att väja, varför vägtrafiken generellt har väjningsplikt mot spårtrafiken undantaget vissa industrispår. I de flesta fallen är märket kompletterat med andra vägtrafikmärken eller med hinder för att förhindra kollisioner, till exempel stoppskylt, helbommar etc.

## Kryssmärke vid järnvägskorsning
Kryssmärket sitter direkt innan spårområdet vid en järnväg. Märket till vänster används när det är ett spår, och märket till höger när det är flera spår. De övre kryssmärkena är de vanliga varianterna. De undre varianterna är ovanliga och sitter enbart på mycket smala eller krokiga vägar där det är trångt.
Bilderna visar de svenska varianterna. Enligt FN-konventionen ska kryssen ha en röd ram runt ett vitt eller gult område. Utseendet varierar ändå mellan olika länder.